# Haute montagne

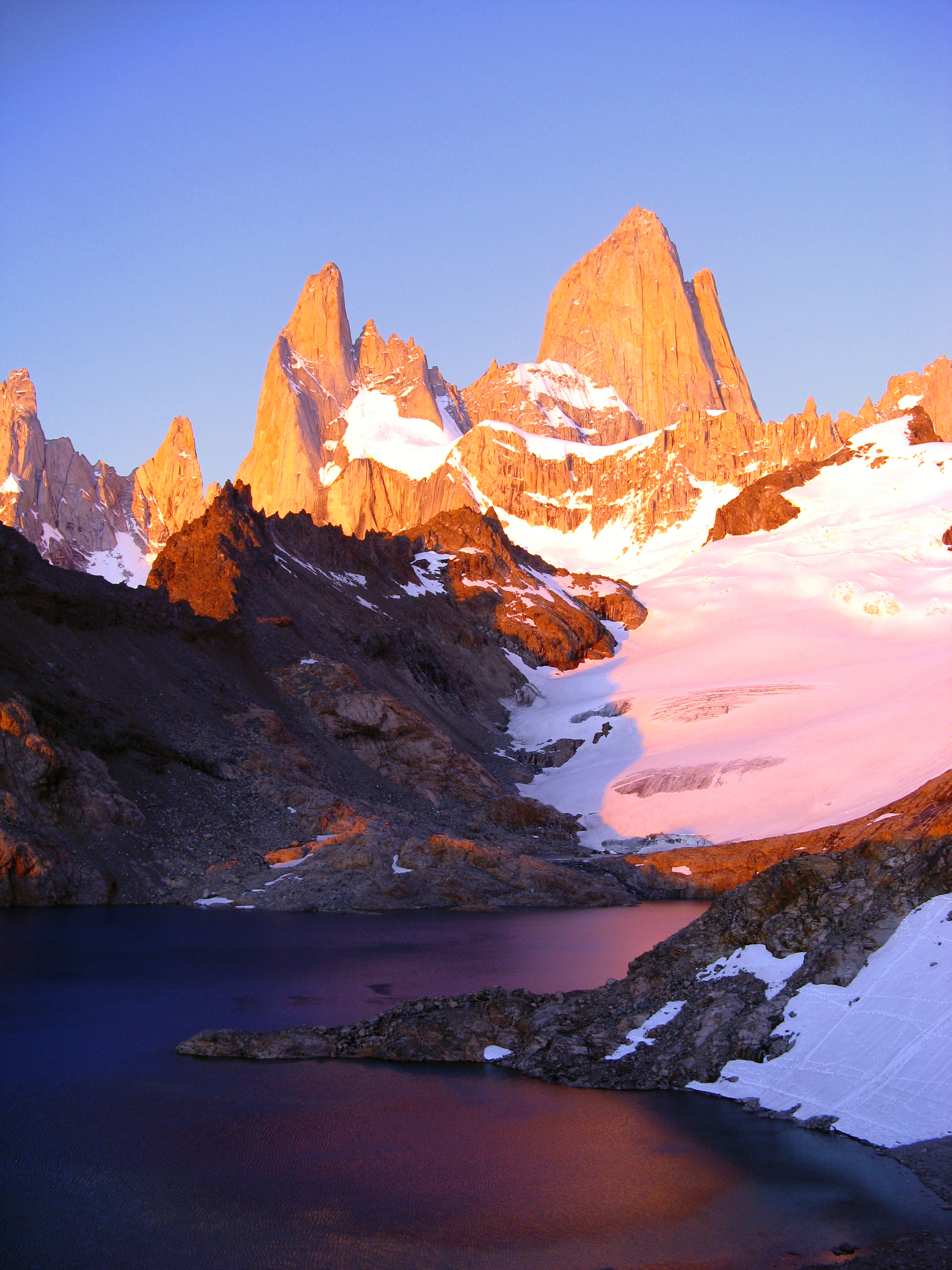
Haute montagne : le Fitz Roy, à la frontière entre l'Argentine et le Chili (janvier 2011).

La haute montagne est un terme employé notamment par les alpinistes pour désigner le domaine de la montagne où l'évolution des humains est soumise à de fortes contraintes qui découlent de l'altitude mais également des conditions météorologiques, de l'éloignement et des risques divers liés à cet environnement.
La haute montagne s'oppose à la moyenne montagne, domaine des massifs généralement considérés comme accessibles sans contraintes particulières. Moyenne et haute montagne sont le cadre d'activités sportives mais, si en moyenne montagne les randonnées pédestres sont courantes, la haute montagne exige le plus souvent une préparation et des techniques de progression spécifiques. La progression en haute montagne peut être tout autant une épreuve physique que mentale : dans ce cadre s'inscrivent les ascensions de sommets, bien que tous ne relèvent pas du domaine de la haute montagne.

## Géographie

### Géomorphologie
La haute montagne désigne généralement le domaine des plus hauts sommets ; dans ce cas, elle est strictement liée à de hautes altitudes. Toutefois, certaines conditions de relief en particulier, qui rendent l'évolution difficile, peuvent assimiler certains parcours à plus basse altitude au domaine de la haute montagne.
La haute montagne est un milieu soumis à une érosion importante. Il abrite fréquemment des glaciers. Une géomorphologie caractéristique est le pic pyramidal, qui résulte de l'érosion glaciaire. Plus généralement, les parois rocheuses y ont une verticalité globalement plus prononcée que dans les autres milieux et les éboulements[pourquoi ?] sont un risque majeur. L'accumulation de neige peut provoquer des avalanches.

### Conditions climatiques
La haute montagne est soumise à des conditions climatiques extrêmes et des conditions météorologiques très changeantes. Les températures y sont très basses et généralement négatives ; le vent y souffle de manière violente, souvent en rafales.

### Écosystème
La haute montagne est caractérisée par un étage alpin, où la faune et la flore sont relativement pauvres, voire nival, où elles sont pratiquement absentes (souvent limitées à des lichens et des mousses et à des insectes et des formes de vie microscopiques).

### Risques
La progression en haute montagne est dangereuse et nécessite des techniques d'alpinisme et parfois d'escalade. La verticalité des parois et la présence de crevasses dans les glaciers obligent à s'assurer à l'aide de cordes. La baisse de la pression partielle sur l'oxygène respirée provoque, selon les individus, le mal aigu des montagnes. La survie en haute montagne est dépendante de nombreux facteurs : conditions météorologiques, entraînement, préparation. Il est conseillé d'être accompagné d'un professionnel de la montagne (guide de haute montagne). Sous certaines latitudes, les expéditions sont munies de caissons de surpression gonflables.

## Répartition dans le monde
Des exemples caractéristiques de la haute montagne dans le monde se situent :
| - en Afrique : - Atlas, - ligne du Cameroun, - Drakensberg, - plateaux d'Éthiopie, - pico do Fogo, - Hoggar, - monts Imatong, - Madagascar, - monts Marrah, - monts Mitumba, - massif Mulanje, - massifs du Piton des Neiges et du Piton de la Fournaise à La Réunion, - Swartberg, - Teide aux îles Canaries, - Tibesti, - vallée du Grand Rift (dont Kilimandjaro, mont Kenya, Rwenzori) ; - en Amérique : - cordillère des Andes, - cordillère Arctique, - cordillère Centrale et chaîne de la Selle sur Hispaniola, - cordillère Centrale au Costa Rica, - chaînes côtières du Pacifique, - Groenland, - plateau des Guyanes, - montagnes Rocheuses, - Sierra de los Cuchumatanes, - Sierra Madre de Chiapas, - Sierra Madre orientale, - Sierra de las Minas, - Sierra Nevada, - cordillère de Talamanca ; | - en Asie : - Alpes japonaises et mont Fuji, - Altaï, - cordillère Annamitique, - Banjaran Crocker, - Bukit Barisan, - Célèbes, - Elbourz, - Ghâts occidentaux, - Grand Khingan, - Himalaya, Karakoram et Hindou Kouch, - monts Khangaï, - cordillère du Kunlun, - Pamir, - Petit Caucase, - Philippines, - chaîne pontique, - plateau de Poutorana, - monts Qinling, - monts Sarawat, - Sikhote-Aline, - chaîne Centrale au Kamtchatka, - monts Stanovoï, - monts Taihang, - monts Taurus, - monts Tcherski, - Java (Tengger notamment), - Tian Shan, - plateau Tibétain, - monts de Verkhoïansk, - Zagros ; | - en Antarctique : - monts Ellsworth, - chaîne Transantarctique ; - en Europe : - Alpes en grande partie, - Apennins (Gran Sasso, Majella, monts Sibyllins), - Alpes dinariques et Balkans (Grand Balkan, Pinde, Pirin, Rhodopes, Rila, Vitocha, etc.), - Alpes scandinaves, - cordillère Cantabrique, - Carpates (Tatras), - massif Corse, - Crète, - Etna en Sicile, - monts des Géants, - Grand Caucase, qui abrite les plus hauts sommets du continent, - Islande, - Nouvelle-Zemble, - Oural, - Ponta do Pico aux Açores, - Pyrénées, - Sierra Nevada, - Spitzberg ; - en Océanie : - Alpes australiennes, - Alpes du Sud, - chaîne Centrale. |